# 樂華天主教小學
樂華天主教小學（英語：Lok Wah Catholic Primary School）位處香港九龍牛頭角樂華邨，天主教男女子小學類，乃香港政府津貼小學，隸屬官塘區小一入學第四十八校網，由天主教香港教區於2000年成立，現有校舍由新福港進行興建。前身為牛頭角天主教小學上午校 。牛頭角天主教小學上午校先於2000年遷往樂華天主教小學兼改為全日制，下午校則留於牛頭角續辦亦改為全日制。牛頭角上村一至五座被香港政府於2002年全部收回準備清拆，牛頭角天主教小學亦於2002年正式停辦，未畢業學生一律轉往此校繼續學業。牛頭角天主教小學原為瑪利諾神父會於1968年創辦，1982年轉交香港天主教教區管理，故樂華天主教小學歷史可追溯至瑪利諾會。

## 校舍
樂華天主教小學校舍現址曾建有另一所瑪利諾會所創辦之庇護十二學校。該校於1979年與復華村一併被清拆，後者後來建成樂華邨，而原庇護十二學校的位置則建成樂華天主教小學，兩者原為瑪利諾會所創辦。此外，現時校舍位置曾擬興建一座靈活式校舍，以遷置佛教慧遠中學，但最後該校改為遷入大埔。
目前的校舍為一座24班標準千禧校舍，與鄰近的福建中學同期興建，並共用部分設施。

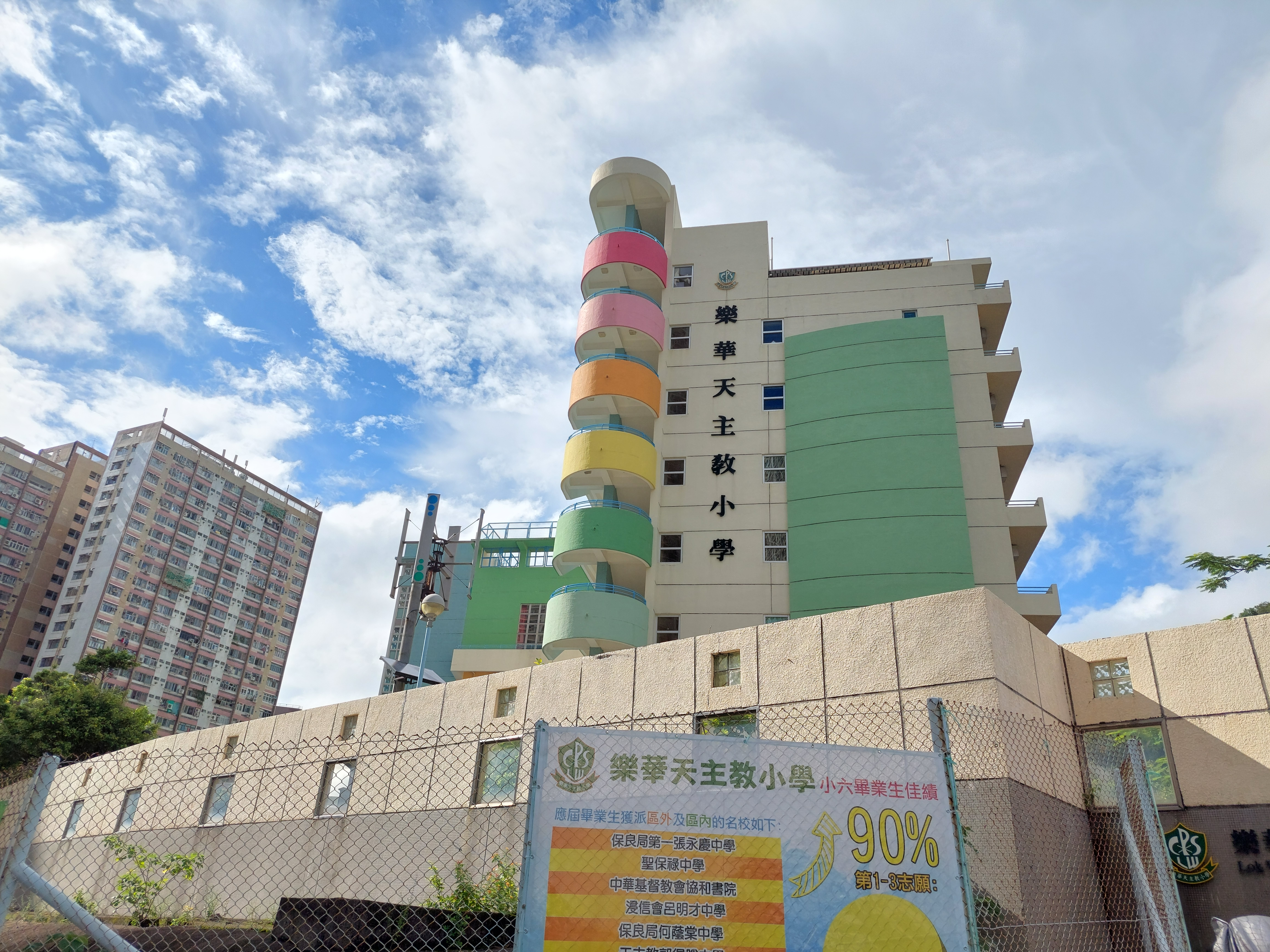
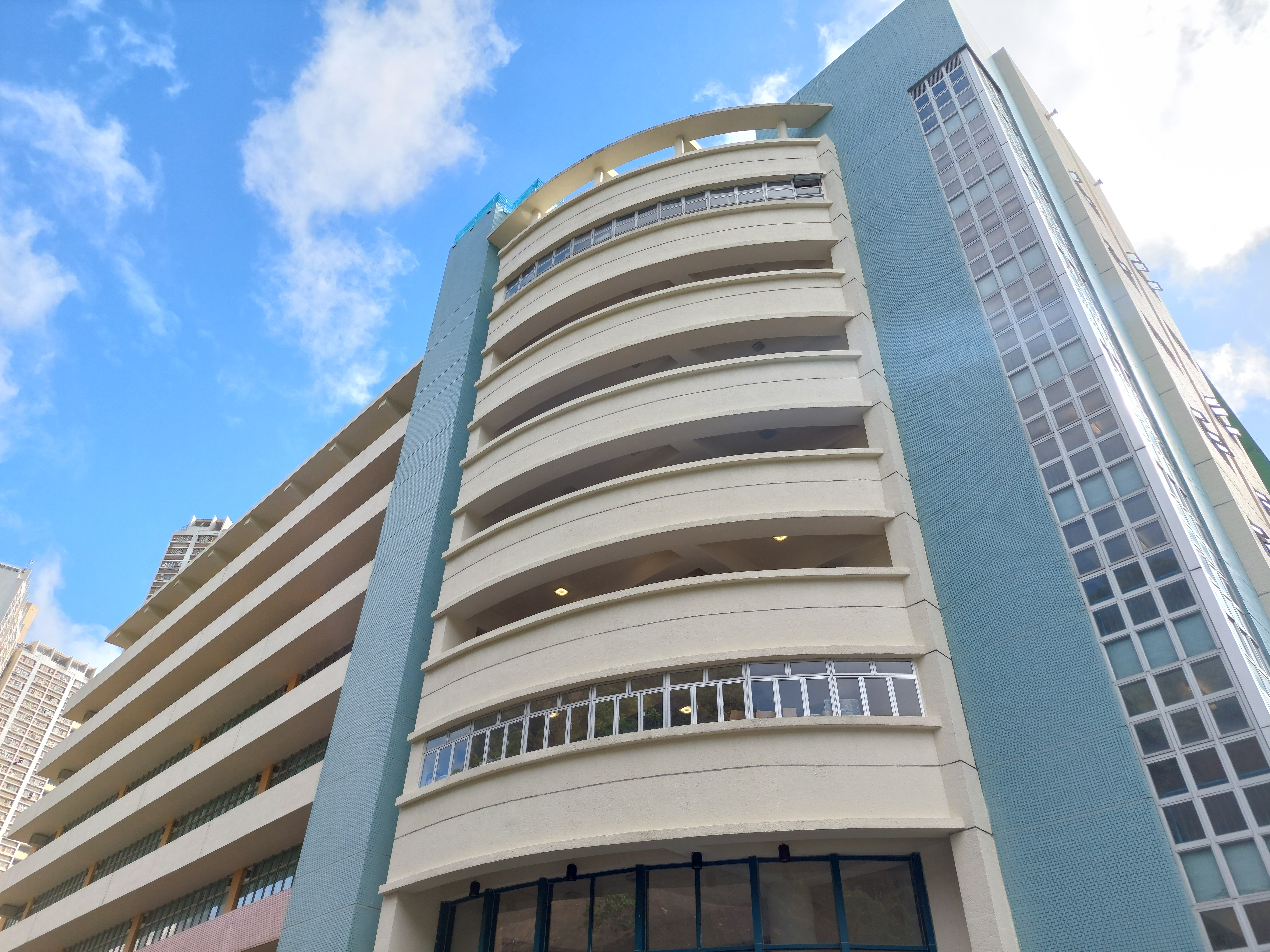
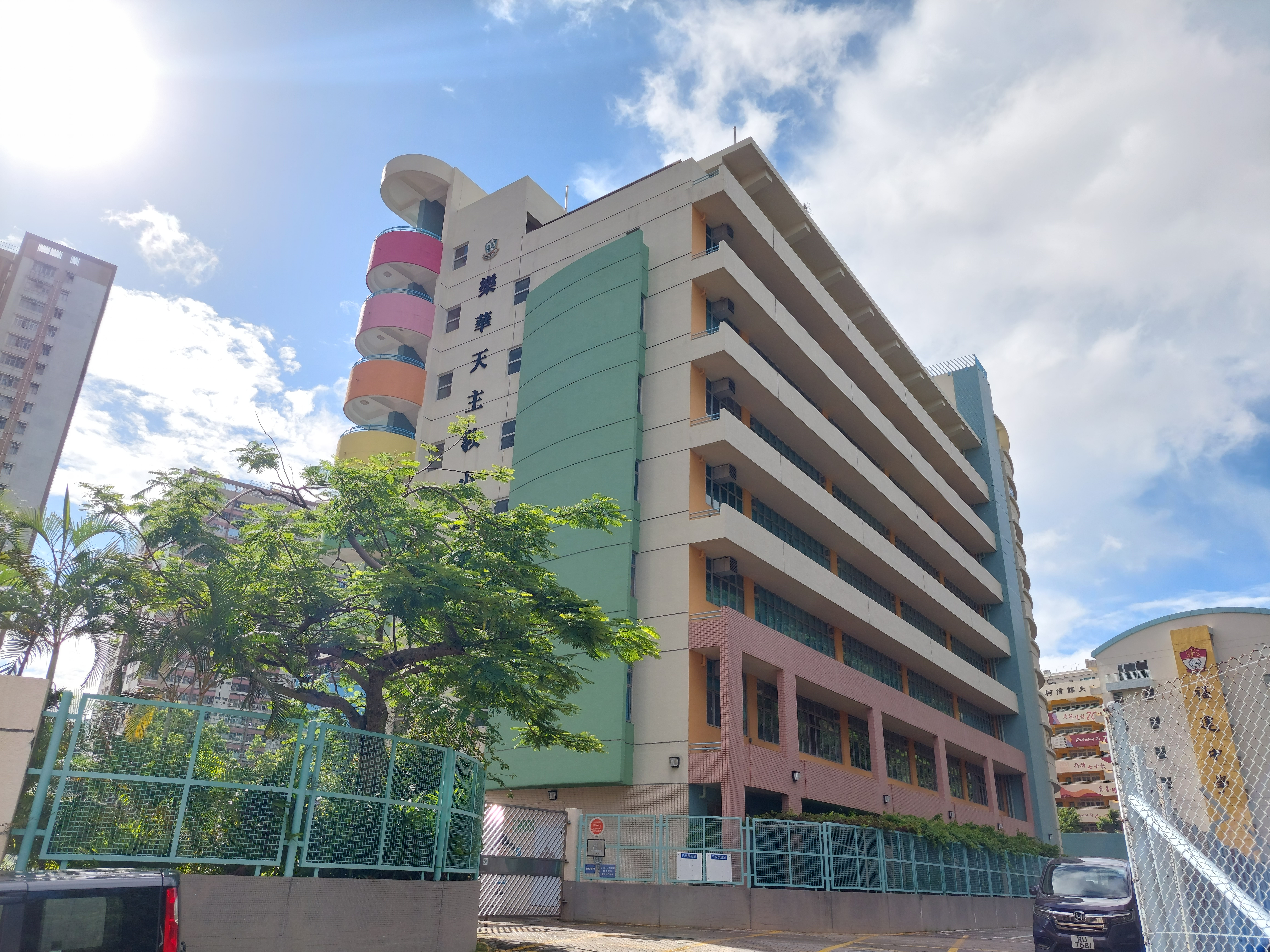

## 歷任校監
- 1968年 謝鳴之神父[4]
- 1969 – 1971年 劉文修神父
- 1972 – 1976年 王昌雲先生
- 1976 – 1981年 江天文神父
- 1982 – 1989年 李毓明神父
- 1990 – 1995年 曾偉雄神父
- 1996 – 1998年 馮賜豪神父
- 1998年 陳繼賢先生
- 1999 – 2000年 顧厚德神父
- 2000 – 2014年 李志源神父[5]
- 2014 – 2024年 盧伯榮神父
- 2024 至今 周啓明博士

## 歷任校長
|   | 中文姓名 | 英文姓名             | 任期           |
| - | -------- | -------------------- | -------------- |
| 1 | 劉德利   | Mr LAU Tak-lee       | 2000年－2003年 |
| 2 | 朱立強   | Mr CHU Lap-keung     | 2004年－2009年 |
| 3 | 何潔珊   | Ms HO Kit-shan       | 2009年－2022年 |
| 4 | 邱寶祺   | Ms YAU Bo-ki, Joanne | 2022年－       |

## 牛頭角天主教小學歷任校長

### 上午校校長
- 謝鳴之神父 1968年
- 劉文修神父 1969年 – 1971年
- 王昌雲先生 1972年 – 1974年
- 馮盈章先生 1975年 – 1984年
- 譚瑞祥先生 1985年 – 1994年
- 劉德利先生 1995年 – 1999年

### 下午校校長
- 張潤泉先生 1968年 – 1971年
- 馮盈章先生 1971年 – 1974年
- 譚瑞祥先生 1975年 – 1984年
- 陳燕珍女士 1985年 – 1993年
- 馮仕宗先生 1994年 – 1998年
- 陳蕙珍女士 1999年 – 2002年

## 外部連結
- 樂華天主教小學網頁